# 페르보마이스크 (미콜라이우주)

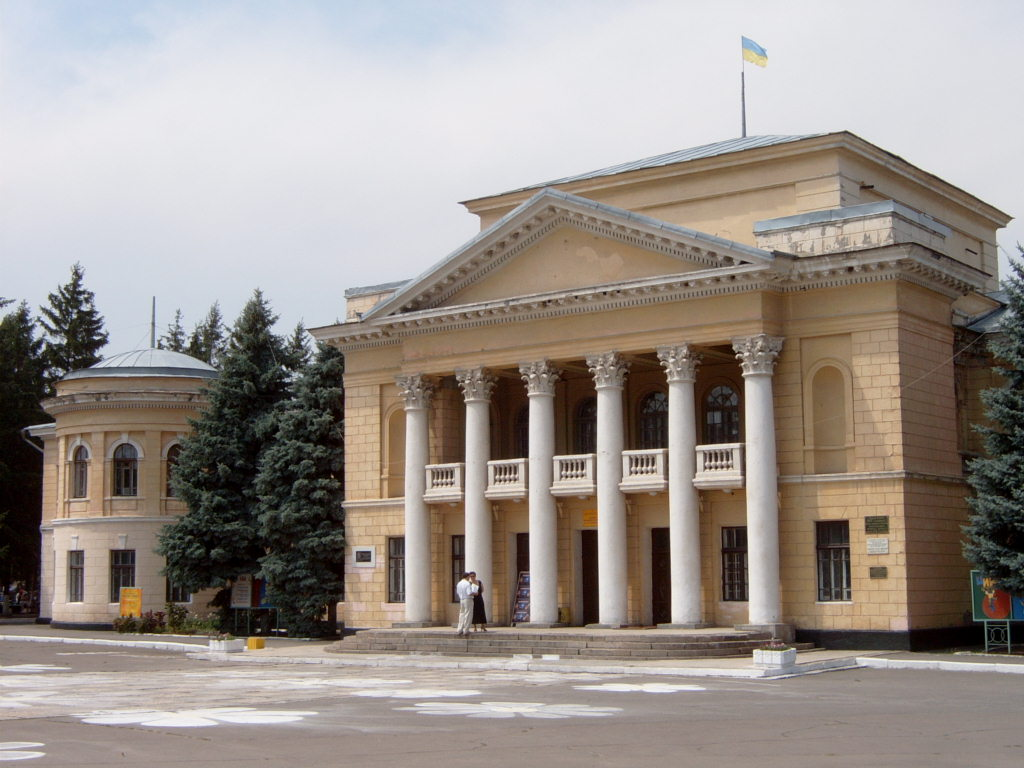

페르보마이스크(우크라이나어: Первомайськ, 러시아어: Первомайск)는 우크라이나 미콜라이우주에 위치한 도시이다. 페르보마이스크군의 중심지이며, 남부크강이 도시를 양분한다. 2022년 추산 인구는 62,426명.
1919년 인근의 정착지들을 합쳐 형성되었다. 소련 시대에는 전략 로켓군 기지가 있던 것으로 유명하다.